# 에이샤 호수완
잇사야 허수완(태국어: อิษยา ฮอสุวรรณ, 1996년 7월 4일 ~ )은 태국의 배우이다.별명은 아움이에요.

## 출연 작품
- 시암 - 메이 역
- 배드 지니어스 - 그레이스 역